# Jarosław Jach
Jarosław Jach, né le 17 février 1994 à Bielawa, est un footballeur international polonais évoluant au poste de défenseur central.

## Biographie

### En équipe nationale
Avec les espoirs, il participe au championnat d'Europe espoirs en 2017. Lors de cette compétition, il joue trois matchs : contre la Slovaquie, la Suède, et l'Angleterre.

## Palmarès
- Champion de Pologne de D2 en 2015 avec le Zagłębie Lubin